# نیکولای سماگا
نیکولای سماگا (روسی: Николай Яковлевич Смага؛ ۲۲ اوت ۱۹۳۸ – ۲۸ مارس ۱۹۸۱) ورزشکار دو و میدانی اهل اتحاد جماهیر شوروی سوسیالیستی بود.